# Arne (ildsted)
 For alternative betydninger, se Arne. (Se også artikler, som begynder med Arne)
En arne er et åbent indendørs ildsted uden skorsten.
| Møbler og inventar | Spire Denne artikel om møbler og inventar er en spire som bør udbygges. Du er velkommen til at hjælpe Wikipedia ved at udvide den. |